# Ruder-Europameisterschaften 1893
Die 1. Ruder-Europameisterschaften wurden 1893 auf dem Ortasee in Italien ausgetragen. Es wurden Medaillen in drei Bootsklassen vergeben. 

## Ergebnisse
| Bootsklasse           | Gold | Silber | Bronze |
| --------------------- | --- | --- | --- |
| Einer                 | Edouard Lescrauwaet | Vittorio Leone | E. Lepron |
| Vierer mit Steuermann | Schweiz Ben Longchamp Alfred Baud Georges Vuillet Eugène Baud Henri Sauer (Steuermann)                                                        | Italien Giulio Rebuschini Giacomo Leva Felice Terruzzi Angelo Brambillasca L. Bassano (Steuermann)                                   | Belgien Auguste Lescrauwaet Edouard Lescrauwaet Charles Lescrauwaet Adrien de Giey                                                                            |
| Achter                | Frankreich Laurent Filiolau Gaston Clipet Auguste Trarieux J. Delpierre Ch. Gadebled P. Panchaud Pétrus Gatier François Lebrault (Steuermann) | Italien Luigi Rossi Giuseppe Gribaudi Augusto Lange Pietro Lange Antonio Pagliani Ferruccio Somaglia Ercole Aimone Attilio Chiantore | Belgien Louis Choisy Paul de Gottal Octave Schepens Léonce Roels Raymond Roels Isidore Devriendt Achille Ardenois Victor De Bisschop Jules Wilbo (Steuermann) |

## Medaillenspiegel
| Platz  | Land       | Gold | Silber | Bronze | Gesamt |
| ------ | ---------- | ---- | ------ | ------ | ------ |
| 1      | Belgien    | 1    | –      | 2      | 3      |
| 2      | Frankreich | 1    | –      | 1      | 2      |
| 3      | Schweiz    | 1    | –      | –      | 2      |
| 4      | Italien    | –    | 3      | –      | 3      |
| Gesamt | Gesamt     | 3    | 3      | 3      | 9      |